# Ugo Amoretti
Ugo Amoretti (6. únor 1909, Janov, Italské království – 21. červen 1977, Savona, Itálie) byl italský fotbalový brankář a později i trenér.
Fotbal začal hrát v ligurském klubu AC La Dominante. Vetší fotbalové zatížení měl až v sezoně 1931/32 v dresu Padovy. Po dvou sezonách odešel do Janova. Zde vydržel jednu sezonu a odešel do Fiorentiny. Tady se ukázal jako velmi slibný brankář. Koupil jej Juventus a vyhrál sním jedinou trofej a to Coppa Italia|domácí pohár v sezoně 1937/38. U Bianconeri odchytal čtyři sezony a v roce 1940 do třetiligového klubu Albenga. Fotbalovou kariéru ukončil v roce 1948 v Alassiu.
Za reprezentaci odchytal jediné utkání. Bylo to 25. října 1936 proti Švýcarsku (4:2).
Po fotbalové kariéře se stal trenérem, vedl mimo jiné Sampdorii. Působil i v zahraničí a to dva roky klub Lourenço Marques (Mosambik, tehdy portugalská kolonie), kde objevil mladého Eusébia. Navzdory pokusům se mu nepodařilo přivést ho do italských klubů kvůli blokádě náboru zahraničních hráčů, kterou federace zavedla.

## Hráčská statistika
| Sezóna  | Klub         | Liga      | Liga   | Liga  | Ligové poháry | Ligové poháry | Ligové poháry | Kontinentální poháry | Kontinentální poháry | Kontinentální poháry | Celkem | Celkem |
| Sezóna  | Klub         | Soutěž    | Zápasy | Góly  | Soutěž        | Zápasy        | Góly          | Soutěž               | Zápasy               | Góly                 | Zápasy | Góly   |
| ------- | ------------ | --------- | ------ | ----- | ------------- | ------------- | ------------- | -------------------- | -------------------- | -------------------- | ------ | ------ |
| 1927/28 | La Dominante | 1. divize | 2      | -3    | -             | 0             | 0             | -                    | 0                    | 0                    | 2      | -3     |
| 1928/29 | Sestrese     | 2. divize | 18     | -?    | -             | 0             | 0             | -                    | 0                    | 0                    | 18     | -?     |
| 1929/30 | Brescia      | Serie A   | 11     | -14   | -             | 0             | 0             | -                    | 0                    | 0                    | 11     | -14    |
| 1930/31 | Sestrese     | Serie B   | 7      | -?    | -             | 0             | 0             | -                    | 0                    | 0                    | 7      | -?     |
| 1931/32 | Padova       | Serie B   | 33     | -?    | -             | 0             | 0             | -                    | 0                    | 0                    | 33     | -?     |
| 1932/33 | Padova       | Serie A   | 28     | -45   | -             | 0             | 0             | -                    | 0                    | 0                    | 28     | -45    |
| 1933/34 | Janov        | Serie A   | 29     | -43   | -             | 0             | 0             | -                    | 0                    | -0                   | 29     | -43    |
| 1934/35 | Fiorentina   | Serie A   | 30     | -23   | -             | 0             | -0            | Stř.P                | 4                    | -11                  | 34     | -34    |
| 1935/36 | Fiorentina   | Serie A   | 28     | -40   | -             | 0             | -0            | -                    | 0                    | -0                   | 28     | -40    |
| 1936/37 | Juventus     | Serie A   | 30     | -31   | IP            | 2             | -2            | -                    | 0                    | 0                    | 32     | -33    |
| 1937/38 | Juventus     | Serie A   | 9      | -10   | IP            | 5             | -3            | Stř.P                | 5                    | -8                   | 19     | -21    |
| 1938/39 | Juventus     | Serie A   | 14     | -12   | IP            | 1             | -1            | -                    | 0                    | 0                    | 15     | -13    |
| 1939/40 | Juventus     | Serie A   | 9      | -18   | -             | 0             | -0            | -                    | 0                    | 0                    | 9      | -18    |
| 1940/41 | Albenga      | Serie C   | 30     | -?    | -             | 0             | -0            | -                    | 0                    | 0                    | 30     | -?     |
| 1941/42 | Liguria      | Serie A   | 4      | -6    | IP            | 1             | -2            | -                    | 0                    | 0                    | 5      | -8     |
| 1942/43 | Palermo      | Serie B   | 4      | -?    | -             | 0             | -0            | -                    | 0                    | -0                   | 4      | -?     |
| Celkem  | Celkem       | Celkem    | 286    | -245+ | -             | 9             | -8            | -                    | 9                    | -19                  | 304    | -272+  |

## Hráčské úspěchy

### Klubové
- 1× vítěz italského poháru (1937/38)

### Reprezentační
- 1x na MP (1936-1938)